# 道管
道管（導管、どうかん、英: vessel）は、管状の細胞（道管要素）が縦につながってできた組織であり、被子植物において木部（維管束を構成する組織の1つ）の主要な構成要素となっている（図1, 下図2）。道管要素は上下端で互いにつながり、その隔壁にある孔（穿孔、せん孔）を通して水や無機養分（肥料）が通導する（図1）。

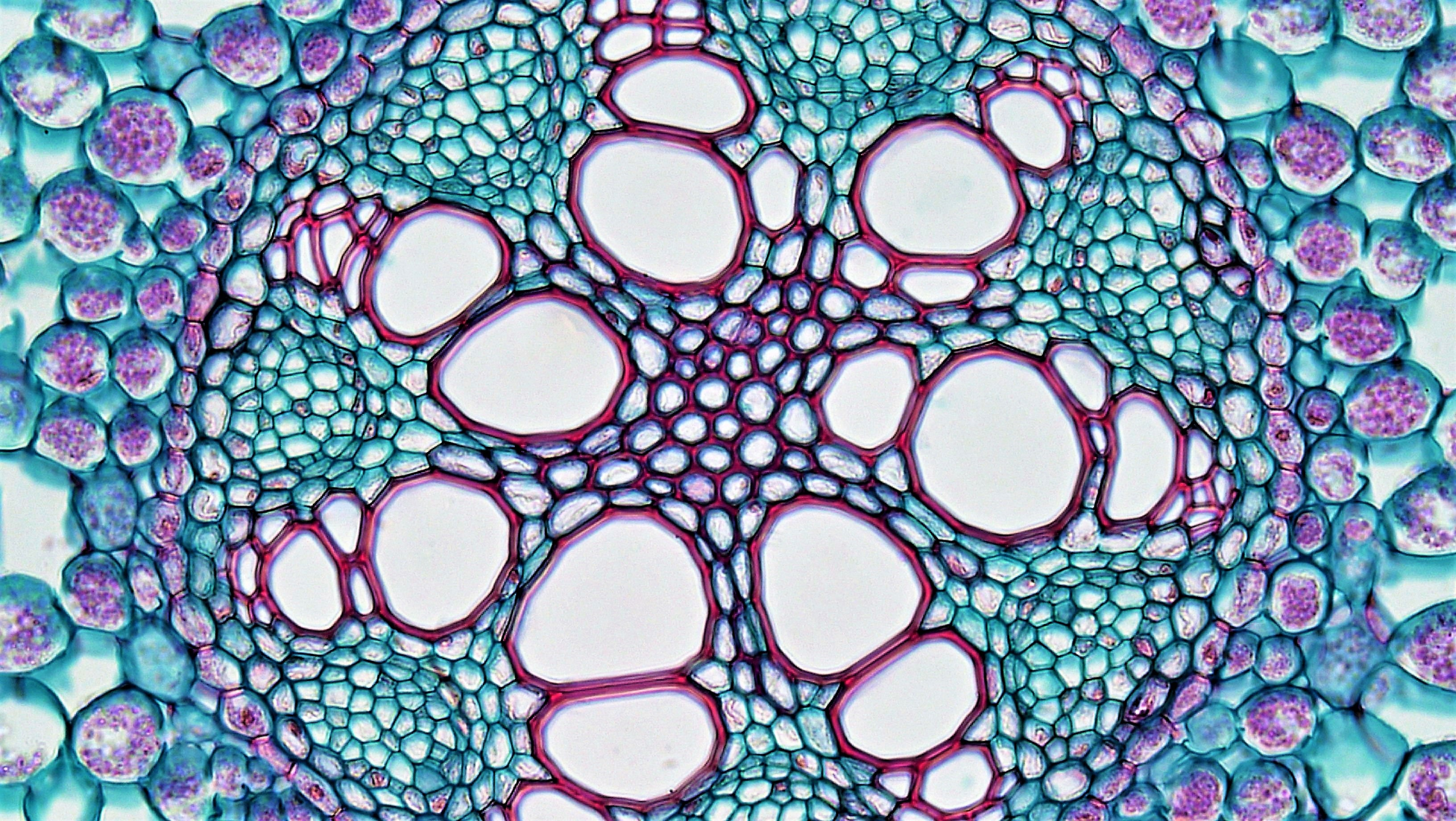
2. ショウブ属（ショウブ科）の根の維管束横断面: 細胞壁が赤く染色された大きな細胞が道管（道管要素）

ほとんどのシダ植物や裸子植物は道管をもたず、仮道管（仮導管、かどうかん、tracheid）からなる仮道管組織がその役割を担っている。仮道管の両端は尖り、穿孔は無い。仮道管どうしは側面で接し、細胞壁の薄い部分 (壁孔など) を通して水や無機養分が通道する（図1）。仮道管は、水の通道のほかに、植物体を物理的に支持する役割も担っている。
道管要素や仮道管は管状要素（かんじょうようそ、tracheary element）とよばれ、いずれもリグニンを含む厚い二次細胞壁をもつ死んだ細胞である（つまり細胞壁のみ）。リグニンを含む厚い細胞壁は管状要素に機械的強度を付与する (通水時には強い張力がかかるため強度が必要) と共に、疎水性であるため管状要素から水が漏出することを防ぐ。管状要素を通して通道する無機養分を含む水は、道管液 (xylem sap) とよばれる。

## 道管

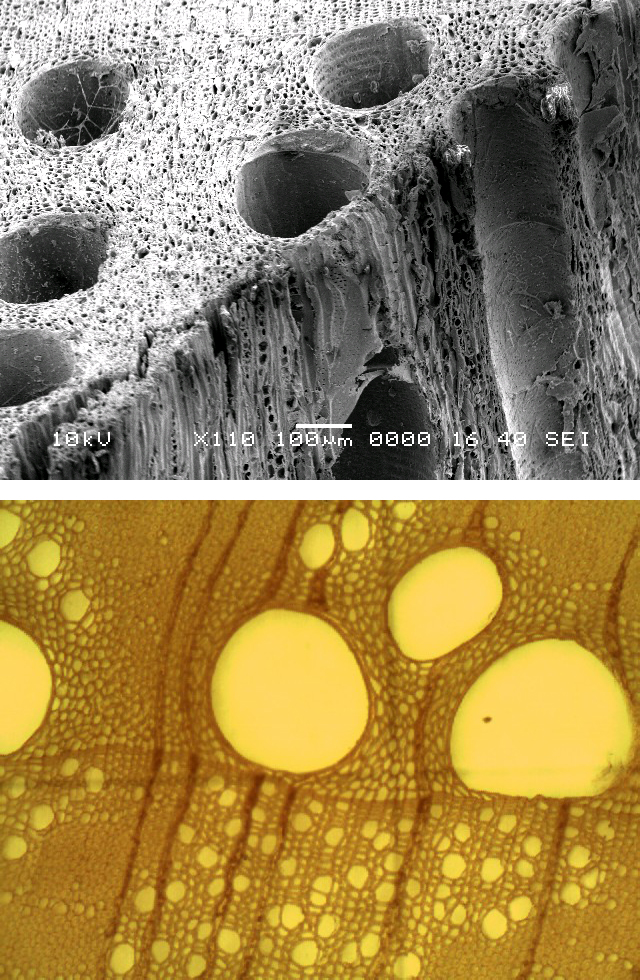
3. ナラ（ブナ科）の材の走査型電子顕微鏡像（上）と横断面（下）: 太い円筒形の空洞が道管である。

道管 (vessel) は、円筒形の死細胞である道管要素 (vessel element, vessel member; 道管細胞 vessel cell) が縦につながってできている組織であり、おおよそ被子植物に特有の構造である（下記参照）。道管要素の細胞壁は二次肥厚しており、一次細胞壁の内側にリグニンを含む厚い二次細胞壁が存在する。道管要素は基本的に円筒形であり、仮道管 (下記) にくらべて太く短い傾向がある（直径は 60–700 µm ほど）（図3）。上下の隔壁は側壁に対して斜めのものからほぼ直角のものまである (図4)。この隔壁は穿孔板（せんこうばん、perforation plate）とよばれ、1個から多数の孔からなる穿孔（せん孔、perforation）があいている（上図1）。道管要素どうしは穿孔を介してつながっているため水の通道における抵抗が少なく、仮道管（下記）にくらべて通道効率が高いと考えられている。

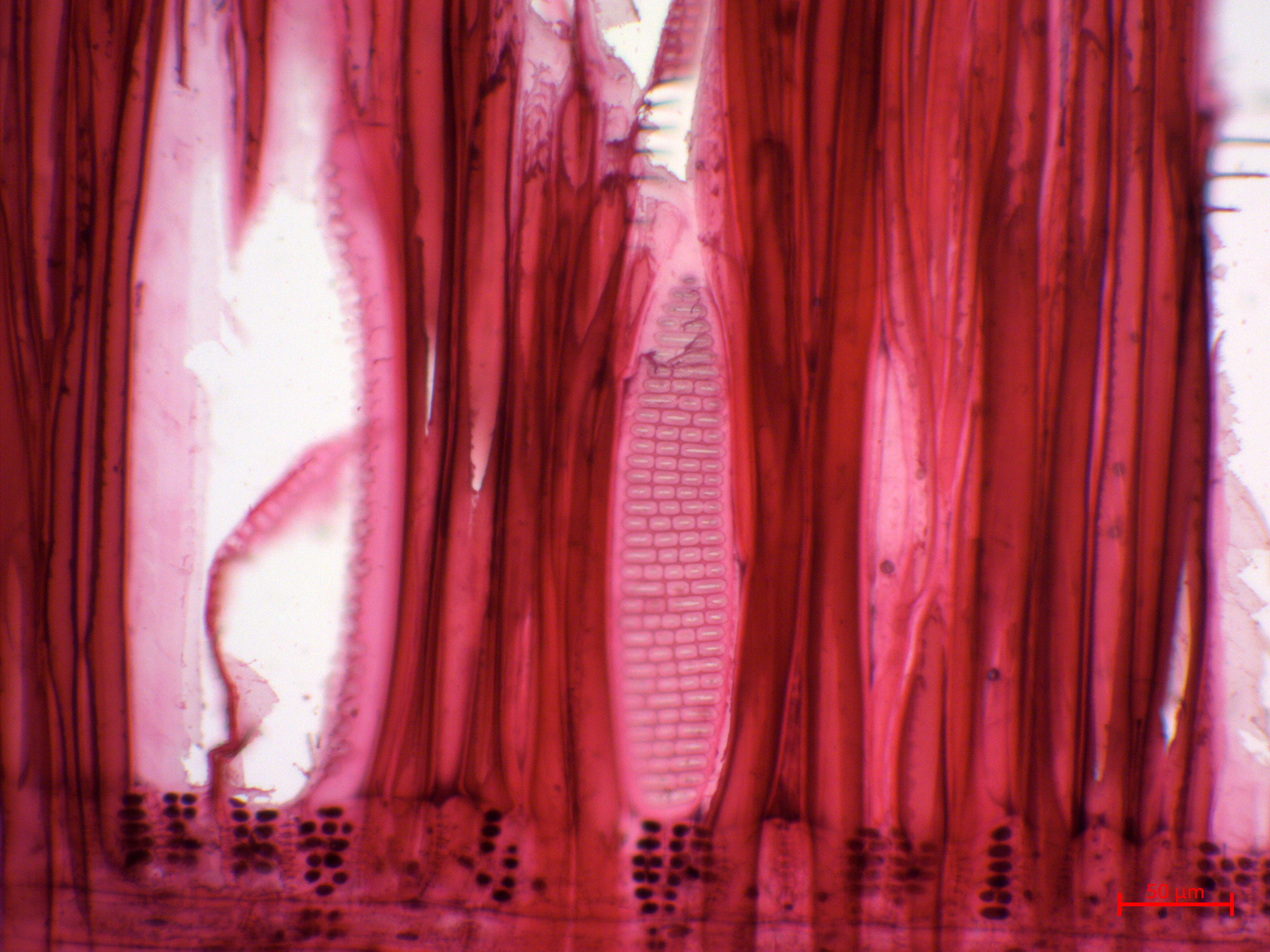
4. ユリノキ属（モクレン科）の材の縦断面: 階段穿孔が見える（隔壁が斜めであるため縦断面で隔壁が見える）。

穿孔には、以下のようにいくつかのタイプが知られている。被子植物においては、階段穿孔が祖先的な状態であり、単穿孔が派生的な状態であると考えられている。
- 多孔穿孔[11]（たこうせんこう、multiple perforation; 複合穿孔[12] compound pereforation）: 複数の孔からなる穿孔。以下のようなタイプがある。
  - 階段穿孔[11]（かいだんせんこう、階段状穿孔[6]、階紋穿孔[2]、scalariform perforation）: 複数の帯状の孔が平行にならんだ穿孔（上図1、図4）。
  - 網状穿孔[11]（もうじょうせんこう、網紋穿孔[9]、reticulate perforation）: 複数の孔が網目状に存在する穿孔。
  - ふるい状穿孔[12]（ふるいじょうせんこう、円状穿孔[1]、孔紋穿孔[9]、多孔穿孔[11]、foraminate perforation）: 小さな円形の孔が多数集まっている穿孔。グネツム類（裸子植物）に見られるものは特にマオウ型穿孔 (ephedroid perforation) ともよばれる[14]。
- 単穿孔[11]（たんせんこう、simple perforation）: 1個の大きな孔からなる穿孔。

道管における水の通道は主に穿孔を通して縦方向に起こるが、仮道管と同様に、側壁にある細胞壁が肥厚していない部分（壁孔など）を通した横方向の水の移動も起こる。個々の道管は独立した存在ではなく、互いに接触・接続してネットワークを形成している。このような接触・接続においては、穿孔ではなく壁孔を介してつながっている。横断面（木口面）において他の道管とは離れて存在するものを孤立管口 (solitary pore)、複数の道管が集合しているものを複合管口 (pore multiple) という。また複合管口のうち、道管が放射方向に集合したものを放射複合管口 (radial pore multiple)、不規則に集合したものを集団管口 (pore cluster) という。

## 仮道管
仮道管 (tracheid) は細長い紡錘形の死細胞であり、道管と同様に一次細胞壁の内側にリグニンを含む厚い二次細胞壁が形成されて二次肥厚しているが、道管のような穿孔をもたない (上図1, 図5, 6)。一般的に道管要素より細長く、直径は 5–100 µm ほどである。仮道管どうしは側壁で接しており、二次細胞壁が形成されていない部分（一次細胞壁は存在する）を通して無機養分を含む水が通道する（上図1, 図5, 6）。細胞壁が二次肥厚せず一次細胞壁のみの部分が孔状に残ったものは壁孔 (pit) とよばれる (上記のように壁孔は道管要素にも存在する)。多数の仮道管が集まって仮道管組織 (tracheid tissue) を形成している（だから「道管」が組織名なのに対して「仮道管」は細胞名であり、厳密には対応した構造ではない）。

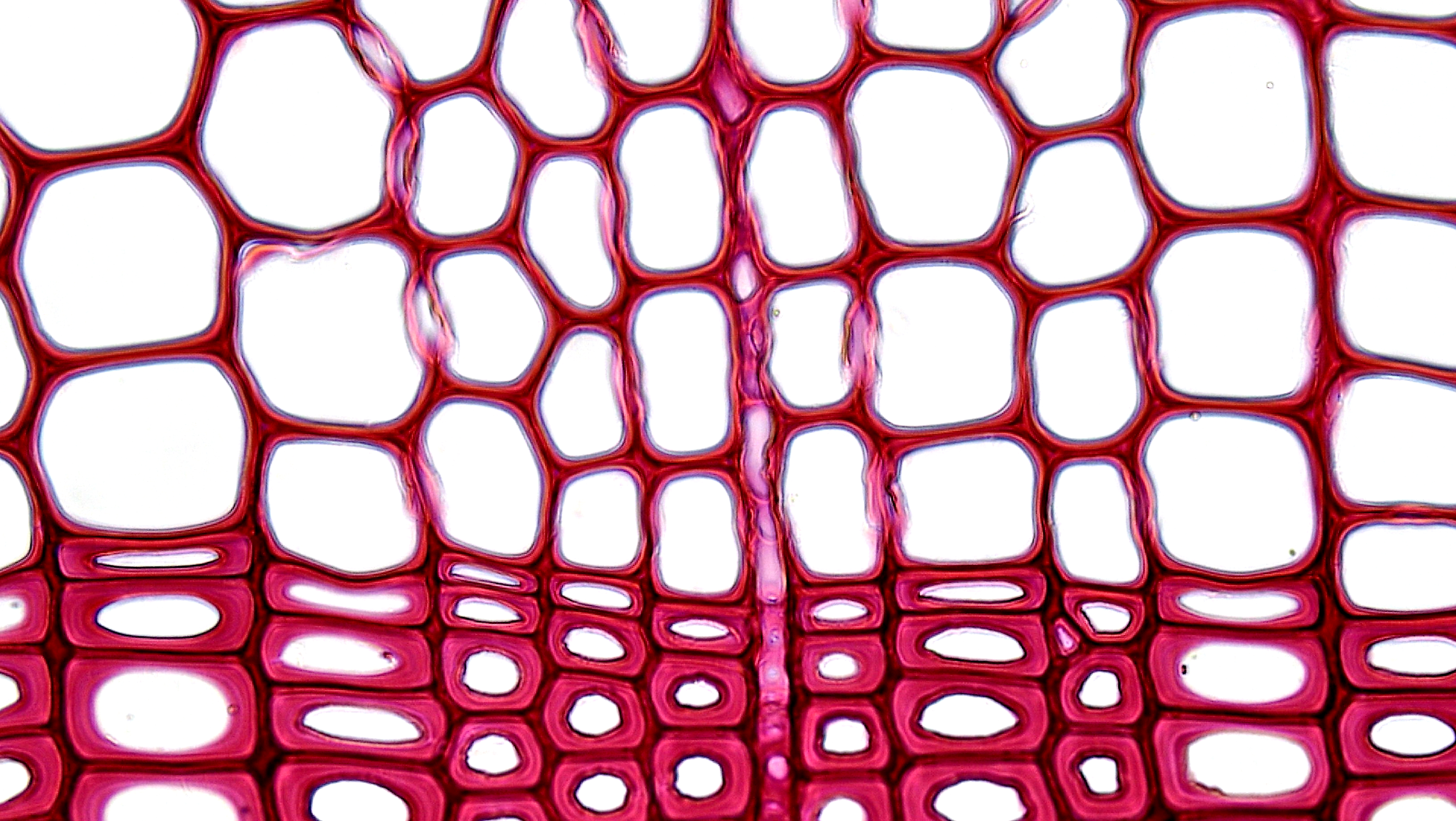
6. マツ（マツ科）の仮道管組織横断面（染色試料）: やや左上に仮道管をつなぐ壁孔が複数見える。

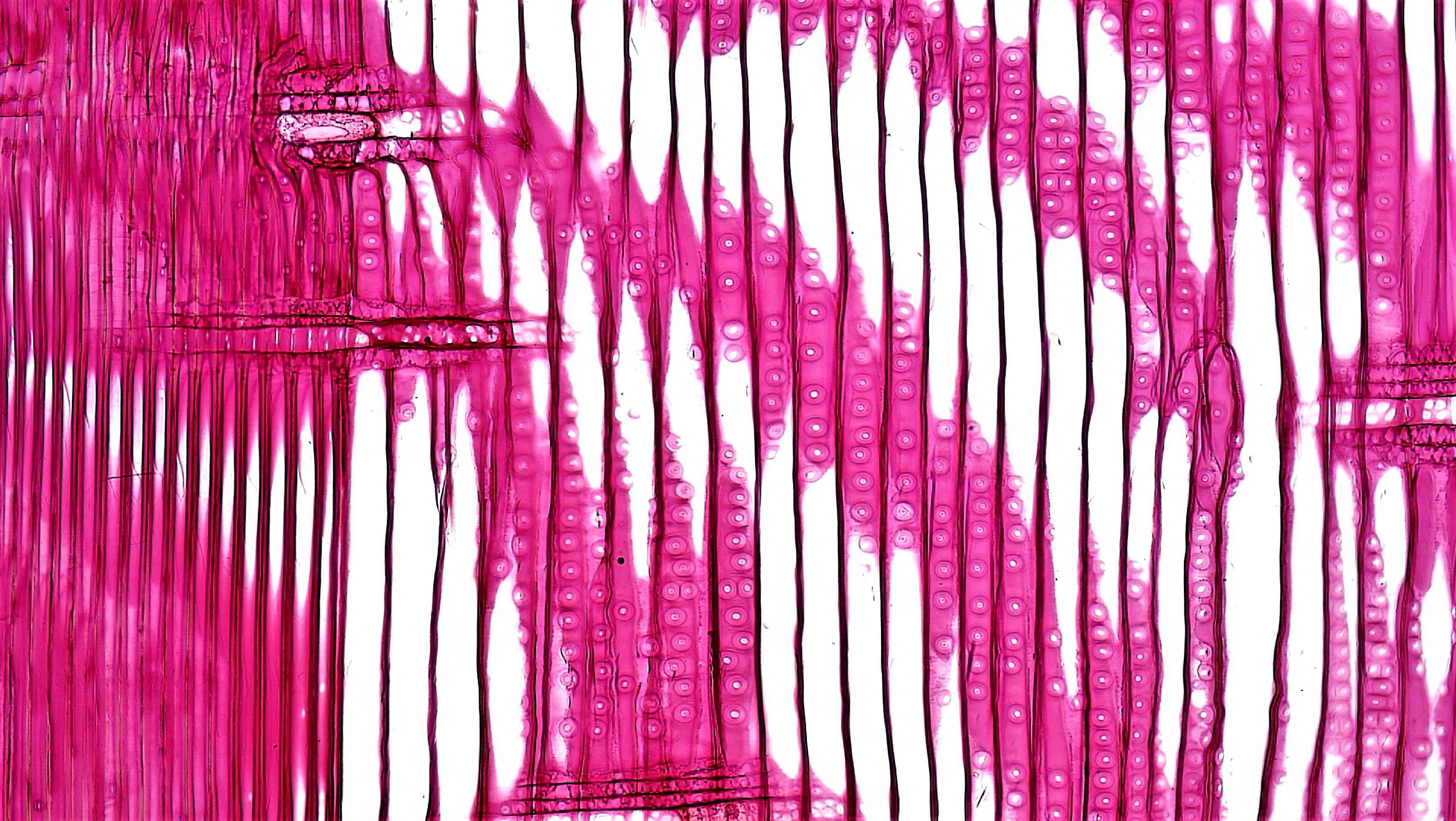
7. マツ（マツ科）の仮道管組織の縦断面（染色試料）: 左上側と中央下、右端中央に放射組織が見える。

球果類（針葉樹）の二次木部（材）では、軸方向にならんだ他の仮道管とは直角に、放射方向に配向した仮道管が存在することがあり、放射仮道管 (ray tracheid) とよばれる。放射仮道管は放射柔組織と共に放射組織 (ray) を形成している (図7)。また二次木部において、1つの始原細胞から生じて横面分裂し、短い細胞列となった道管様の構造はストランド仮道管 (strand tracheid) とよばれる。ストランド仮道管は末端どうしで結合しているが、道管とは異なり穿孔ではなく壁孔でつながっている。
道管を欠く被子植物の仮道管は非常に長いが、一般的な被子植物の仮道管は短く、小型の有縁壁孔をもつ（図5b）。また特殊な仮道管としては、道管状仮道管や周囲仮道管がある。道管束の中に混在し、穿孔を欠くが、有縁壁孔が発達し、通水能をもつものは道管状仮道管 (vascular tracheid) とよばれる。これに似るが、孤立した道管に付随し、分岐など複雑な形をしたものは周囲仮道管 (vesicentric tracheid) とよばれる。さらに木部繊維的な特徴をもつものとして、繊維仮道管（繊維状仮道管 fiber tracheid）があり、有縁壁孔ではなく単壁孔をもつ。これらの仮道管は、木部繊維として扱われることもあるが、仮道管と木部繊維の明瞭な区分は不可能であると考えられている。
またシダ植物では、道管のように斜めになった隔壁でつながった仮道管が見られることがあり、これも道管状仮道管 (veselform tracheid) とよばれる。
仮道管組織は水の通道と共に、植物体を機械的に支持する働きも担っている。道管をもつ植物では組織による機能分化が見られ、水の通道は道管が、機械的支持は木部繊維組織がこれを担っている。仮道管は基本的に全ての維管束植物に存在する。
仮道管は細く、なおかつ一次細胞壁を通して水が通道するため抵抗が大きく、道管要素にくらべて通道効率は低い。しかし、仮道管の方が有利となる条件も存在する。水の凍結・融解などによって管状要素内に気泡ができた場合、道管要素は大きな孔（穿孔）を通じて縦につながっているため、気泡が集まって水柱が切断されてしまい、水が通道できなくなる。一方で仮道管組織では気泡は各仮道管に留まるため、水の通道は切断されにくい。亜高山帯や亜寒帯では、道管をもつ被子植物ではなく仮道管のみをもつ球果類（針葉樹）が優占しているが、このような仮道管組織の性質がその理由の一つであると考えられている。

## 管状要素の肥厚様式

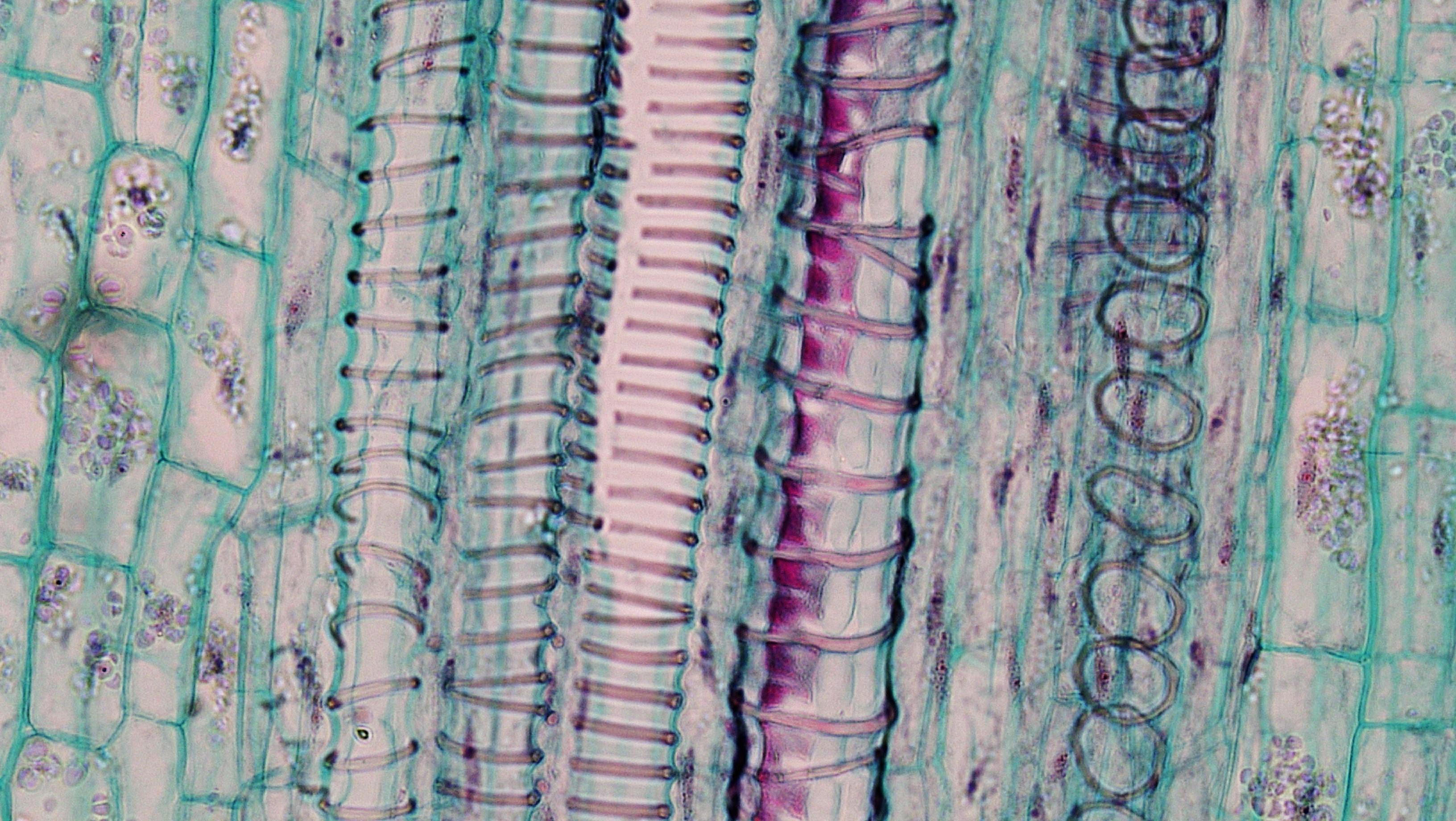
8a. カボチャ属（ウリ科）の茎の縦断面: 環紋道管が見える。

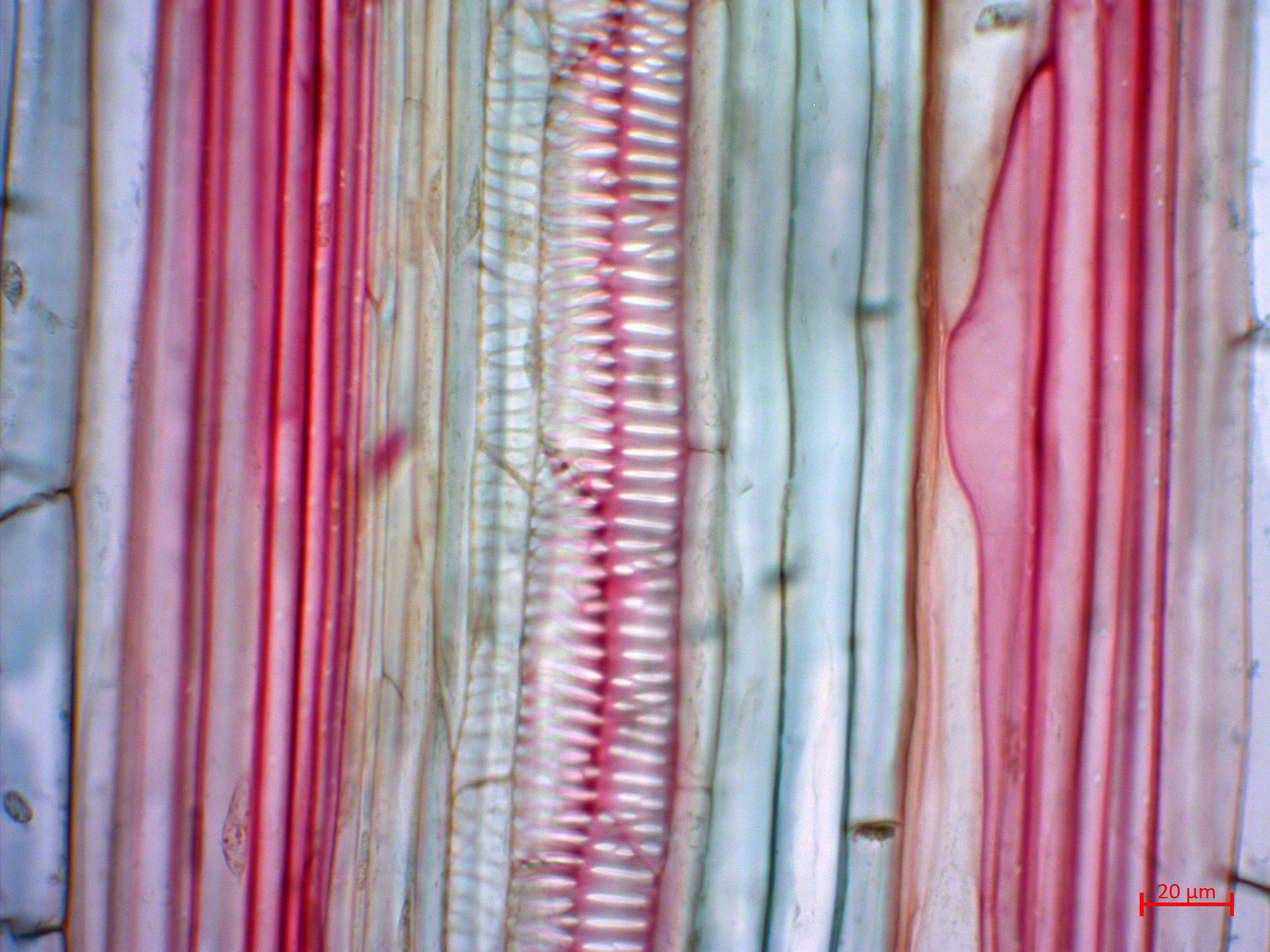
8b. トウモロコシ（イネ科）の茎の縦断面: 中央付近に階紋道管が見える。

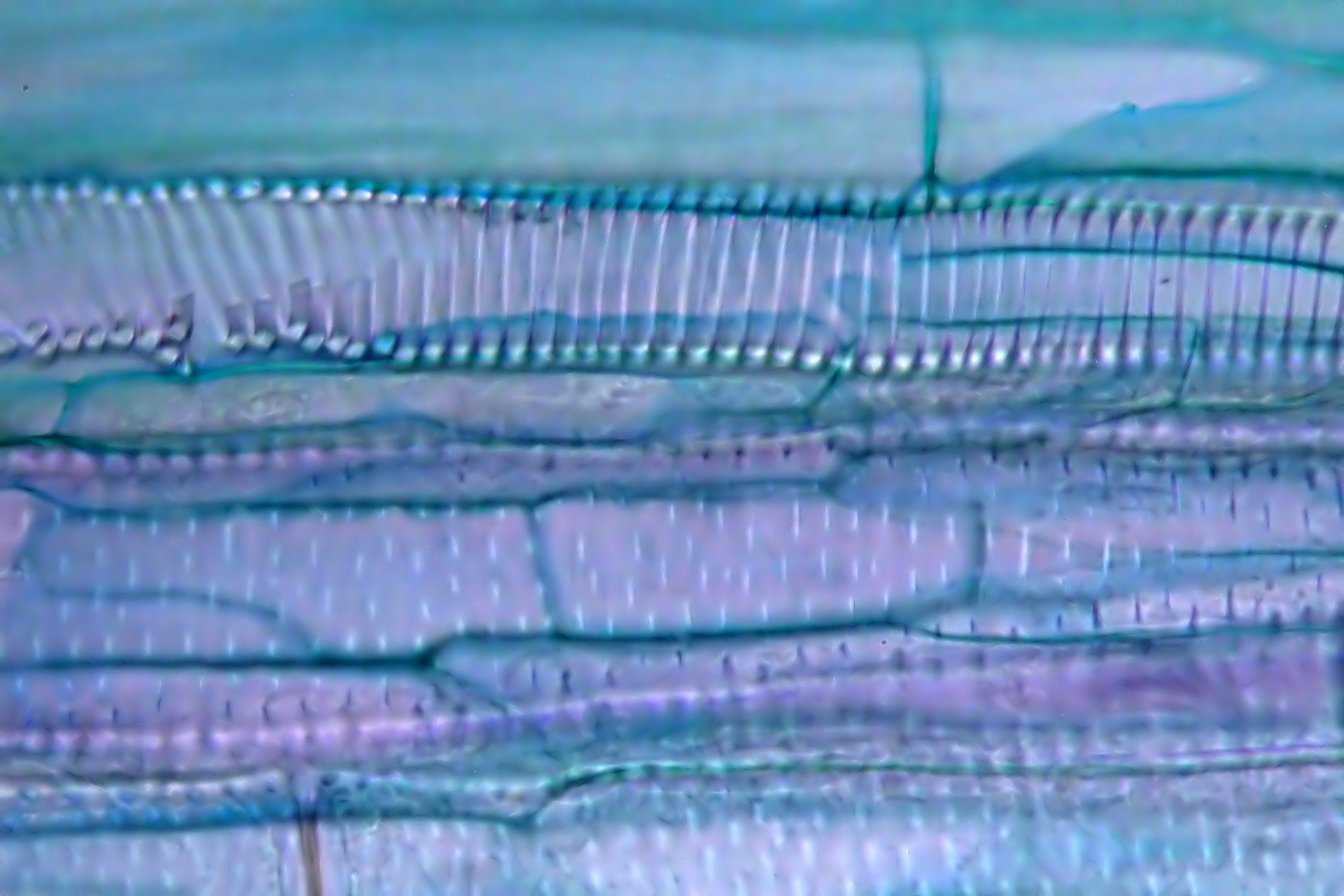
8c. ニンニクガラシ（アブラナ科）の茎の縦断面: 上部にらせん紋道管、下部に孔紋道管が見える。

道管要素や仮道管は、発生過程で細胞壁に二次細胞壁（二次壁）が付加されて肥厚（二次肥厚）する。ただし全体が一様に肥厚するわけではなく、以下のような多様な肥厚様式がある（図8）。孔紋肥厚などで多くの部分が肥厚し、肥厚していない部分が狭く取り残された部分は壁孔 (pit) とよばれる。仮道管においては、主に壁孔を通じて水が通道する。
- 環紋肥厚（かんもんひこう、annular thickening）: 環状の肥厚部が繰り返されているもの[25]。環紋肥厚をもつ道管は環紋道管 (annular vessel)、仮道管は環紋仮道管 (annular tracheid) とよばれる（図8a）。
- らせん紋肥厚（螺旋紋肥厚、らせんもんひこう、spiral thickening, helical thickening）: らせん状に肥厚しているもの[26]。らせん紋肥厚をもつ道管はらせん紋道管 (spiral vessel)、仮道管はらせん紋仮道管 (spiral tracheid) とよばれる（図8c）。
- 階紋肥厚（かいもんひこう、scalariform thickening）: はしご状に肥厚し、肥厚していない横長の帯状部分が平行に多数ならんでいるもの[27]。階紋肥厚をもつ道管は階紋道管 (scalariform vessel)、仮道管は階紋仮道管 (scalariform tracheid) とよばれる（図8b）。
- 網紋肥厚（もうもんひこう、reticulate thickening）: 肥厚が不均一に起こり、肥厚していない部分が斑紋状になるもの[28]。網紋肥厚をもつ道管は網紋道管 (reticulate vessel)、仮道管は網紋仮道管 (reticulate tracheid) とよばれる。
- 孔紋肥厚（こうもんひこう、pitted thickening）: 肥厚していない部分が多数の孔のように存在するもの[29]（一次壁は存在するため完全な孔ではない）。この壁孔が不規則に散在するもの、列をなすもの、交互に配列するものなど壁孔の分布様式には多様性がある。孔紋肥厚をもつ道管は孔紋道管 (pitted vessel)、仮道管は孔紋仮道管 (pitted tracheid)とよばれる（図8c）。

頂端分裂組織に由来する前形成層から最初につくられる木部 (原生木部) の管状要素は、環紋肥厚やらせん紋肥厚をもつものが多い。ただし原生木部は植物体の成長によって引き延ばされるため、肥厚間が間延びし、機能を失うこともある。一方、原生木部の成熟後に形成される木部（後生木部）の管状要素は、階紋、網紋または孔紋肥厚をもつものが多い。また維管束形成層に由来する二次木部の管状要素は、ふつう孔紋肥厚をもつ。

## 管状要素の発生
管状要素（道管要素、仮道管）は、茎や根の頂端分裂組織に由来する前形成層、または側部分裂組織である維管束形成層から形成される。このような細胞は拡大・伸長することで分化を始める。これらの細胞は、最初は一次細胞壁（primary cell wall; 一次壁）のみで囲まれている。一次細胞壁のセルロースミクロフィブリル（セルロース微繊維）は比較的粗であるため、細胞の拡大・伸長を可能にしている。
やがて細胞の拡大・伸長が停止または一定の大きさに達すると、一次細胞壁の内側に厚い二次細胞壁（secondary cell wall; 二次壁）を形成する。一次細胞壁にくらべて、二次細胞壁ではセルロースミクロフィブリルの密度が高く、またセルロースミクロフィブリルがお互いにほぼ平行に配向している。このセルロースミクロフィブリルの全体の配向は厚い二次細胞壁の内層から外層にかけて変化しており、ふつう複数の層構造を示す。このようなセルロースミクロフィブリルの配向には、細胞骨格系の表層微小管の配向が関与していることが知られている。またこのような表層微小管は二次細胞壁の肥厚パターンにも関係しており、たとえばらせん紋肥厚をもつ発生中の管状要素では、表層微小管もらせん状に配向している。壁孔の部分は二次細胞壁が形成されないことで形成されるが、そこにも表層微小管が関わっている。道管要素の場合、二次壁形成の最終段階で細胞両端の隔壁となっている部分で細胞壁の分解が起こり、穿孔が形成される。
また二次壁の形成と平行して、管状要素の細胞壁にはリグニンの沈着が起こる。細胞壁におけるリグニンの沈着は木化（リグニン化、木質化、lignification）とよばれる。一次木部（頂端分裂組織に由来する木部）の管状要素では二次細胞壁から木化するが、二次木部（維管束形成層に由来する木部）の管状要素では中葉（中層、細胞間層）、一次細胞壁、二次細胞壁の順で木化する。
最終的に、プログラム細胞死することで道管要素は完成する。細胞内の液胞が崩壊して酵素などが放出され、これによって他の細胞小器官が分解されると考えられている。
このような管状要素の分化には、VNDファミリーと呼ばれる転写因子が関わっていることが明らかとなっている。また道管に分化する細胞はザイロジェンとよばれる糖タンパク質を分泌し、これが周囲の細胞が道管になることを誘導することが知られている。
完成した管状要素は死細胞ではあるが、永続的に機能しているわけではない。木本においては、20年ほど機能しているものもあるが、1年しか機能しないものもある。古くなったり障害を受けた管状要素は、隣接する柔組織から形成されたチロースやゴム質によって閉塞される。チロース (tylose, tylosis) は隣接する柔細胞が壁孔を通して侵入し拡大成長、細胞壁が肥厚したものである。ゴム質 (gum) は多糖類からなり、ときにポリフェノールを含む。チロースなどによって充填された管状要素は、物理的支持力を増す。

## 木部輸送

9. 木部輸送のしくみ. 1. 蒸散によって生じた張力 (3)、および根圧によって水が吸収される。2. 道管・仮道管組織中の水は水素結合によって壁に付着、凝集して水柱を形成し、張力 (3) によって引き上げられる。3. 気孔からの蒸散によって張力が生じ、道管・仮道管組織中の水を吸い上げる。

維管束植物はふつう根によって土壌から水を吸収する。このとき、表皮細胞の吸水力によって吸収される。吸水力とは、細胞内外の浸透圧差から膨圧を引いたものである。限界原形質分離のとき、細胞の吸水力はゼロになる。水は茎を通して葉の隅々にまで輸送される。この輸送の通路となるのが、道管や仮道管組織である。このような管状要素を通した輸送は、木部輸送 (xylem transport) とよばれる。維管束植物の中には高さ 100 m 以上に達するものもいるが、基本的に自身のエネルギーを使わずにその高さまで水を引き上げている（図9）。この輸送速度は拡散や能動輸送よりも遥かに速く、時速 45 m に達することもある。輸送される水は道管液 (xylem sap) とよばれ、土壌から吸収した硝酸イオンやカリウムイオンなど無機養分を含んでいる。また道管液の中には、アミノ酸や有機酸、糖などの有機物も含まれることがあり（メープルシロップはサトウカエデの道管液からつくられる）、さらに植物ホルモンであるサイトカイニンなども含まれる。
道管液は、主に植物体の上部から「吸い上げる力」によって極めて高い場所まで速やかに運ばれる（図9）。この力は、主に開口した気孔から水が蒸発すること（蒸散 transpiration）によって生じる。気孔から水が蒸散すると、植物体内の空気-水境界面で負の圧力（張力）が生じ（水ポテンシャルが下がる）、付近にある維管束の道管や仮道管組織から水を吸い上げる。高さ 100 m にある日中の樹冠では、この張力は60–80気圧の負圧にも達する。またこの力に耐えるため、道管要素や仮道管はリグニンを含む強固な細胞壁をもつ。水分子は水素結合によって凝集するため、強い張力で吸い上げられても道管液は途切れることなく根から引き上げられる。だから道管液の水柱が気泡で切断されると、道管液は輸送できなくなる。この現象を塞栓（エンボリズム）またはキャビテーションという。切り花を長持ちさせるために水中で茎を切るとよいとされるのは、道管などに気泡ができないからである。また同じく水素結合によって、水分子は親水性の細胞壁成分に付着し、これによって重力による下向きの引力を相殺する。このような蒸散を駆動力とする水の流れは蒸散流 (transpiration stream) とよばれ、またこの仕組みは体積流 (bulk flow, bulk transport) ともよばれる。蒸散流による輸送は基本的に受動的であるが、植物は気孔の開閉を通じてこれをコントロールしている。

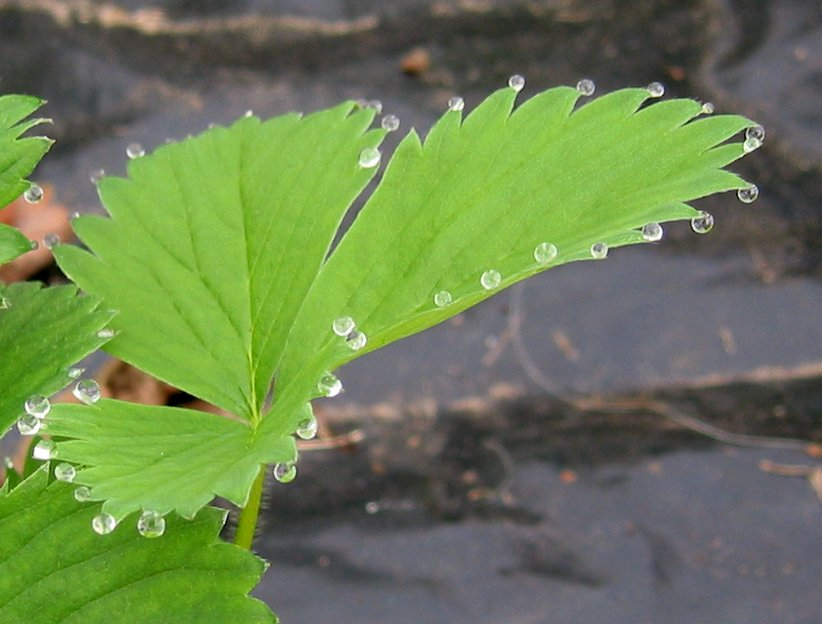
10. 葉縁から排水しているイチゴ（バラ科）

また道管液の輸送には、根から「押し上げる力」が関わることもある。根は無機養分（硝酸イオンなど）を吸収し、これを維管束へ送る。根において維管束は内皮で囲まれているため、これら無機養分の漏出を防ぐことができる（内皮細胞がエネルギーを使って物質の選択的透過を行う）。その結果、維管束内の水ポテンシャルが低下するため、維管束内へ水が流入し、これによって道管液を押し上げる力が生じる。この力を、根圧 (root pressure) という。早朝に葉縁から水が排出（排水、溢泌、いっぴつ、guttation）されていることがあるが（図10）、これは蒸散量以上の水が根圧によって供給されたためである。またヘチマ水のように切った茎から液体が溢れ出るのも、根圧によってである。ただし蒸散による力にくらべて、根圧による道管液の上昇に対する寄与はわずかであり、根圧を生じない植物もいる。鋸の歯状の葉縁の細かい切れ込みである鋸歯の先端部にある水孔から水が排出される。水柱の切断などが起こった場合、これを解消するのに根圧が有用であると考えられている。

## 管状要素の進化

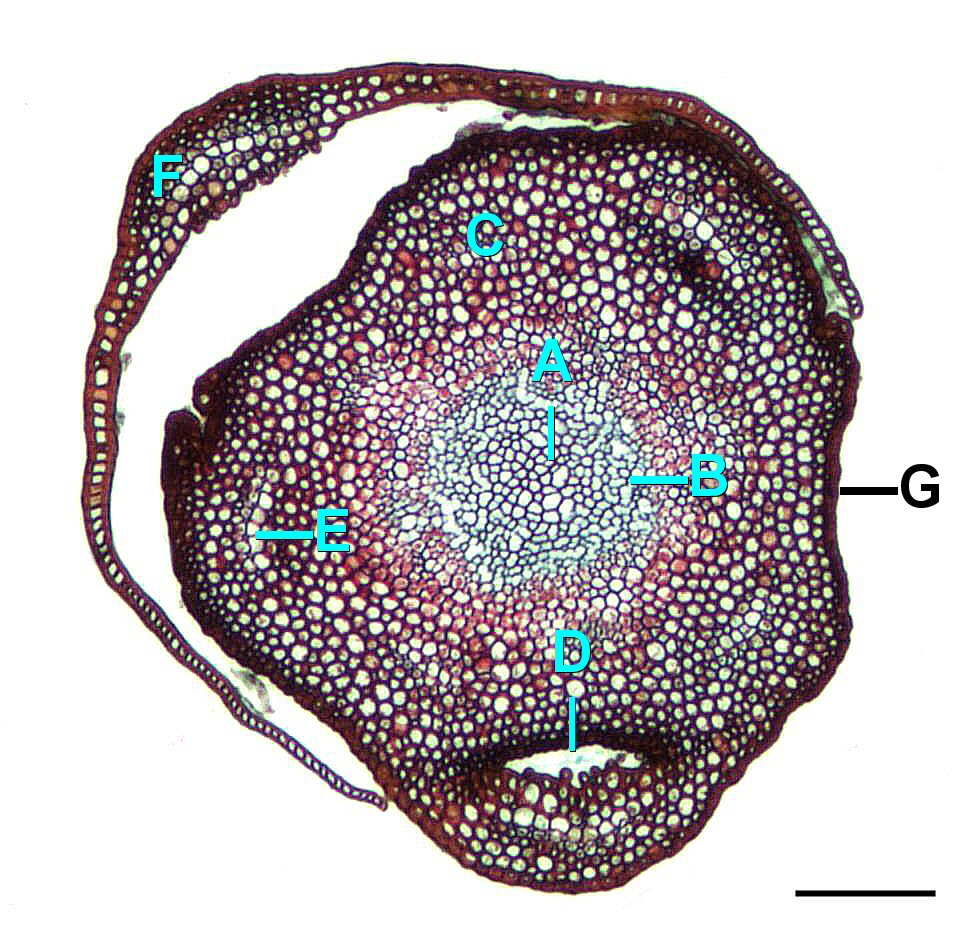
11. 蘚類の1種の"茎"の横断面: ハイドロイドからなる中心束 (A) が見える。

コケ植物は維管束をもたず、管状要素（仮道管、道管要素）も存在しないが、スギゴケ科（蘚類）などはハイドロイド (hydroid) とよばれる仮道管に似た細胞をもつ。ハイドロイドは細長い紡錘形の細胞であり、茎の中心に集まって中心束（central strand; 道束、導束 conducting strand）とよばれる通水組織を形成している（図11）。ハイドロイドは、発生する過程でプログラム細胞死を起こして原形質を失うが、この過程には道管要素の発生過程におけるプログラム細胞死で働く遺伝子と相同な遺伝子 (PpVNS4) が機能していることが報告されている。ただしハイドロイドは細胞壁に二次肥厚を欠き、リグニンも存在しない。
シルル紀からデボン紀にかけての化石植物であるホルネオフィトン属 (Horneophyton) やアグラオフィトン属 (Aglaophyton; 図5b) などは、維管束植物につながる植物であると考えられており、以前は初期の維管束植物として扱われていた。しかし、これらの植物体に存在する維管束様の構造には仮道管 (二次肥厚した細胞壁をもつ細胞) が存在せず、蘚類の中心束 (上記) のような構造であることが明らかとなっている。そのため現在では、これらの植物は維管束植物には含めず、前維管束植物 (protracheophytes) とよばれる。これらに似た植物であるリニア属 (Rhynia) は二次肥厚した細胞を含む維管束をもち（図12b）、維管束植物に含められる。ただしこの細胞は現生の維管束植物の仮道管とは異なる二次肥厚様式を示すため、真正維管束植物 (eutracheophytes) には含めない。
現生の全ての維管束植物は、基本的に仮道管をもつ。仮道管組織は通道組織として、水および無機養分を植物体全体に行き渡らせる通路となり、また仮道管組織は厚く木化（リグニン化）した細長い仮道管が密な束となっているため支持組織ともなり、大きな植物体を支えることができるようになった。さらに被子植物では、仮道管組織が担っていた2つの機能を分業するようになり、水および無機養分を通道は道管によって、機械的な支持は木部繊維組織によって担われるようになった。それぞれの組織を構成する細胞（道管要素、木部繊維）は仮道管から、それぞれの機能に適した形態に変化していった。道管はより効率的な通水のために穿孔を獲得し、また直径も太くなった。モクレン科など被子植物の中でも初期分岐群は、仮道管によく似た道管要素をもつことが多い。このような道管要素は細長く、両端が斜めになって尖っており、多数の帯状の孔が平行にならんだ階段穿孔をもつ。一方、木部繊維は仮道管に較べて細長くなり、細胞壁がより肥厚、通道機能を失っていった（ただし仮道管と木部繊維は連続的であり、明確に分けることはできない）。被子植物においても仮道管は残っているが、上記のような機能は主に道管要素と木部繊維が担っている。
ただし被子植物の中には、道管要素をもたないものもいる。アンボレラ科、シキミモドキ科、ヤマグルマ科、さまざまな水生植物（スイレン科、アマモ科、ウキクサなど） などは道管をもたず、このような被子植物は無道管被子植物とよばれる。中間的なものも存在し、ハス（ハス科）の根には道管が存在するが、茎には存在しない。センリョウ（センリョウ科）は基本的に道管を欠くが、ときに穿孔が形成され道管をもつことがある。アンボレラ科（下図13a) は現生被子植物の中で最も初期に他と分かれた植物であり、これが道管をもたないということは、現生被子植物の共通祖先が道管をもっていなかったことを示唆している。また被子植物の中でも、道管は複数回独立に獲得、または複数回独立に欠失したと考えられている。
また被子植物以外の維管束植物の中にも、イワヒバ属（ヒカゲノカズラ綱）、トクサ属（トクサ亜綱）、ワラビ（ウラボシ亜綱）、グネツム綱のように道管をもつものがごく少数であるが知られている（上図13b）。被子植物を含めてこれら道管をもつ植物は互いに縁遠く、独立に道管を獲得したと考えられている。

## ギャラリー

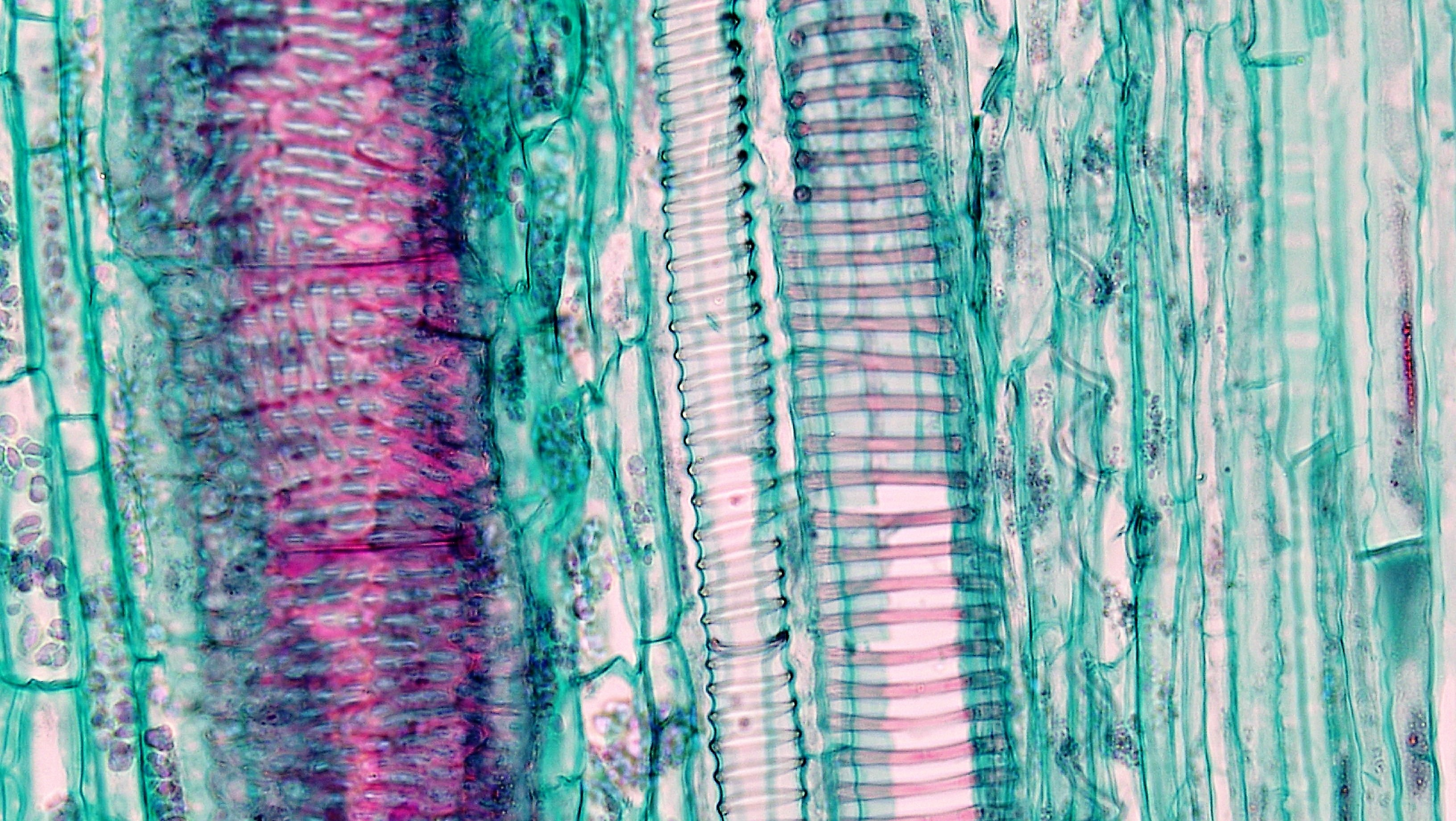
カボチャ属（ウリ科）の茎の一次木部縦断面: さまざまな肥厚の道管が見える。
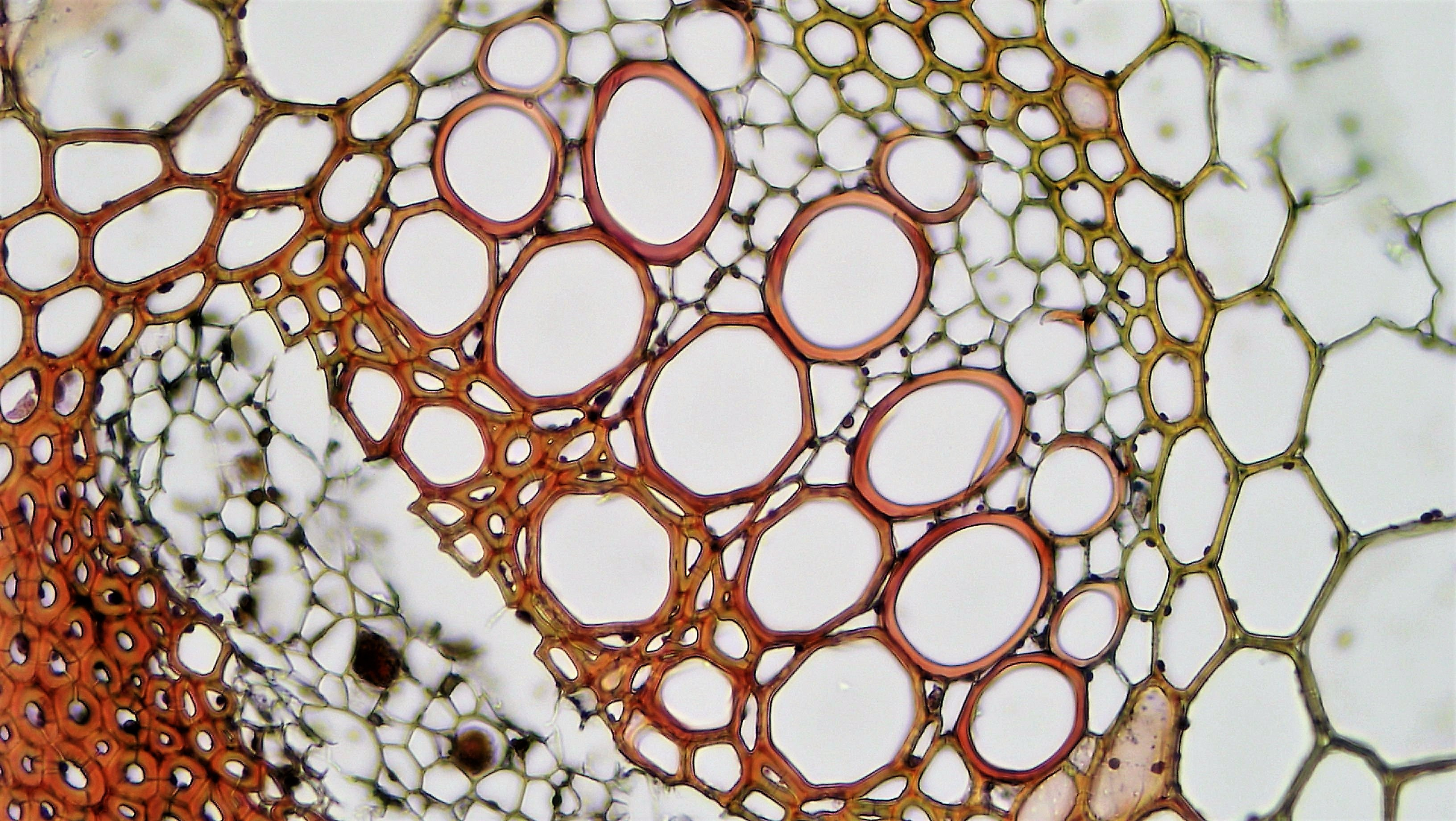
ヒマワリ（キク科）の茎の一次木部横断面: 大きな厚壁細胞が道管要素
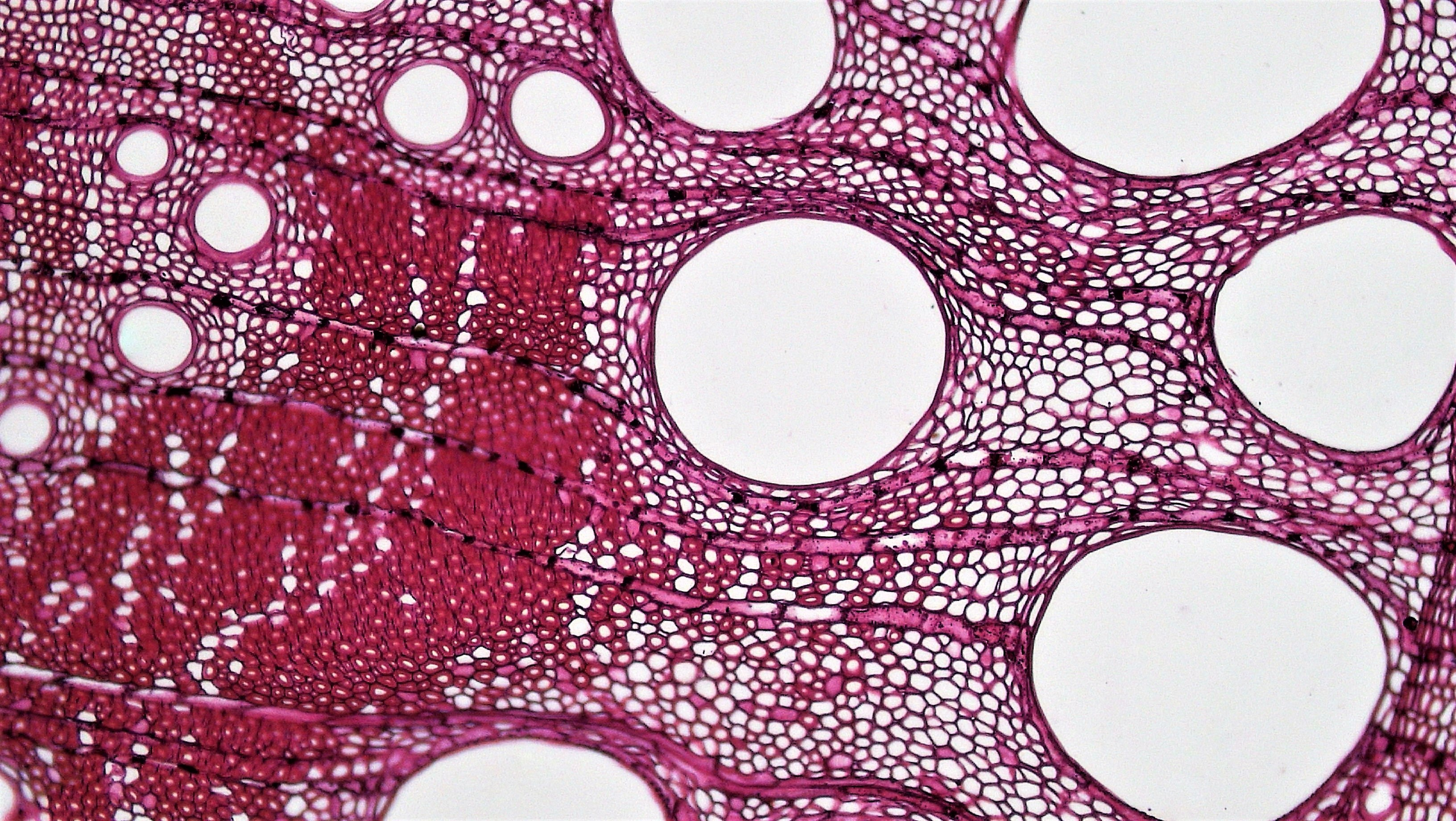
ナラ（ブナ科）の茎の二次木部横断面. 中型〜大型の細胞が道管要素.
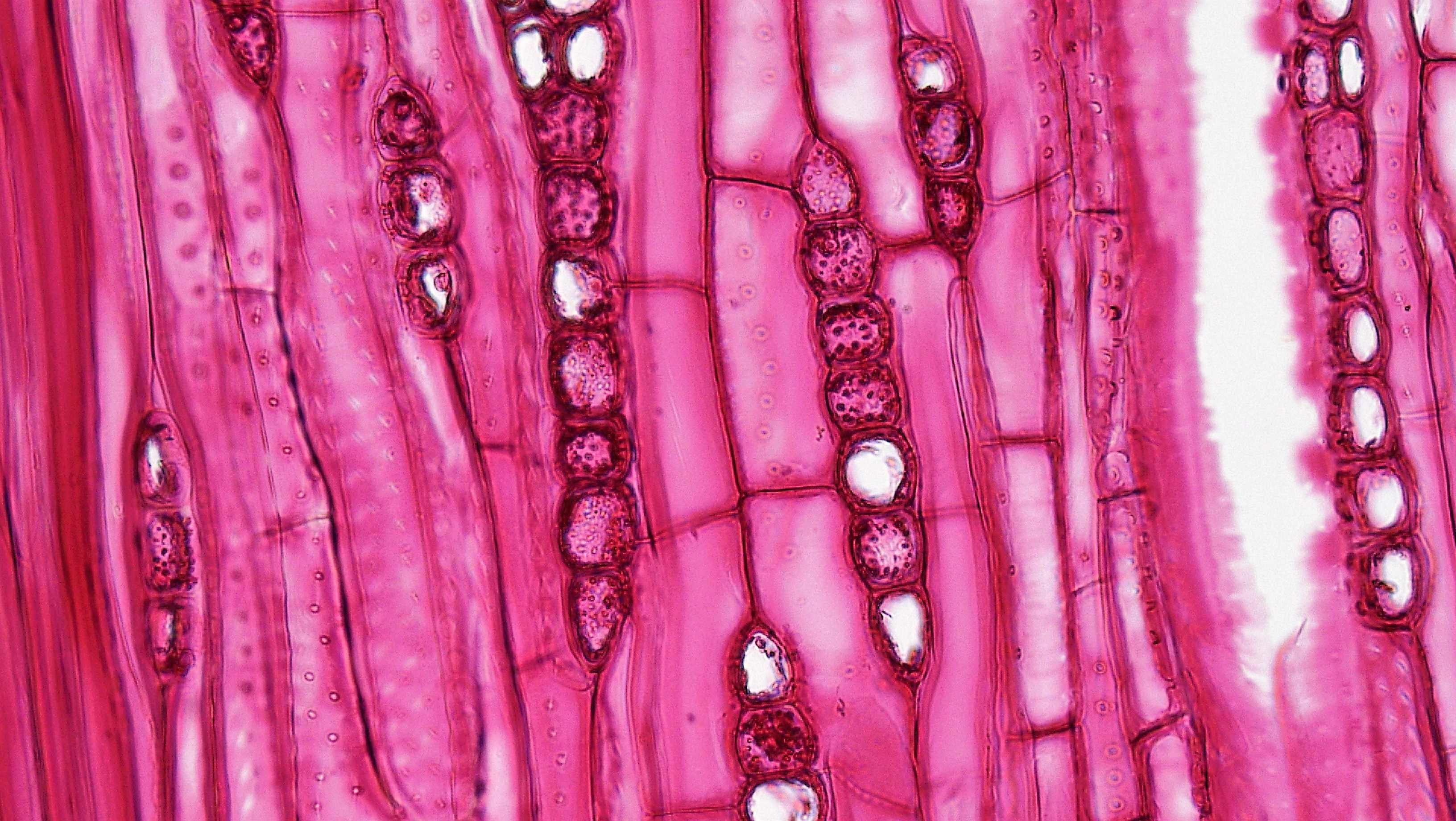
ナラ（ブナ科）の茎の二次木部縦断面: 道管表面に壁孔が見える。縦列した丸い細胞は放射組織。
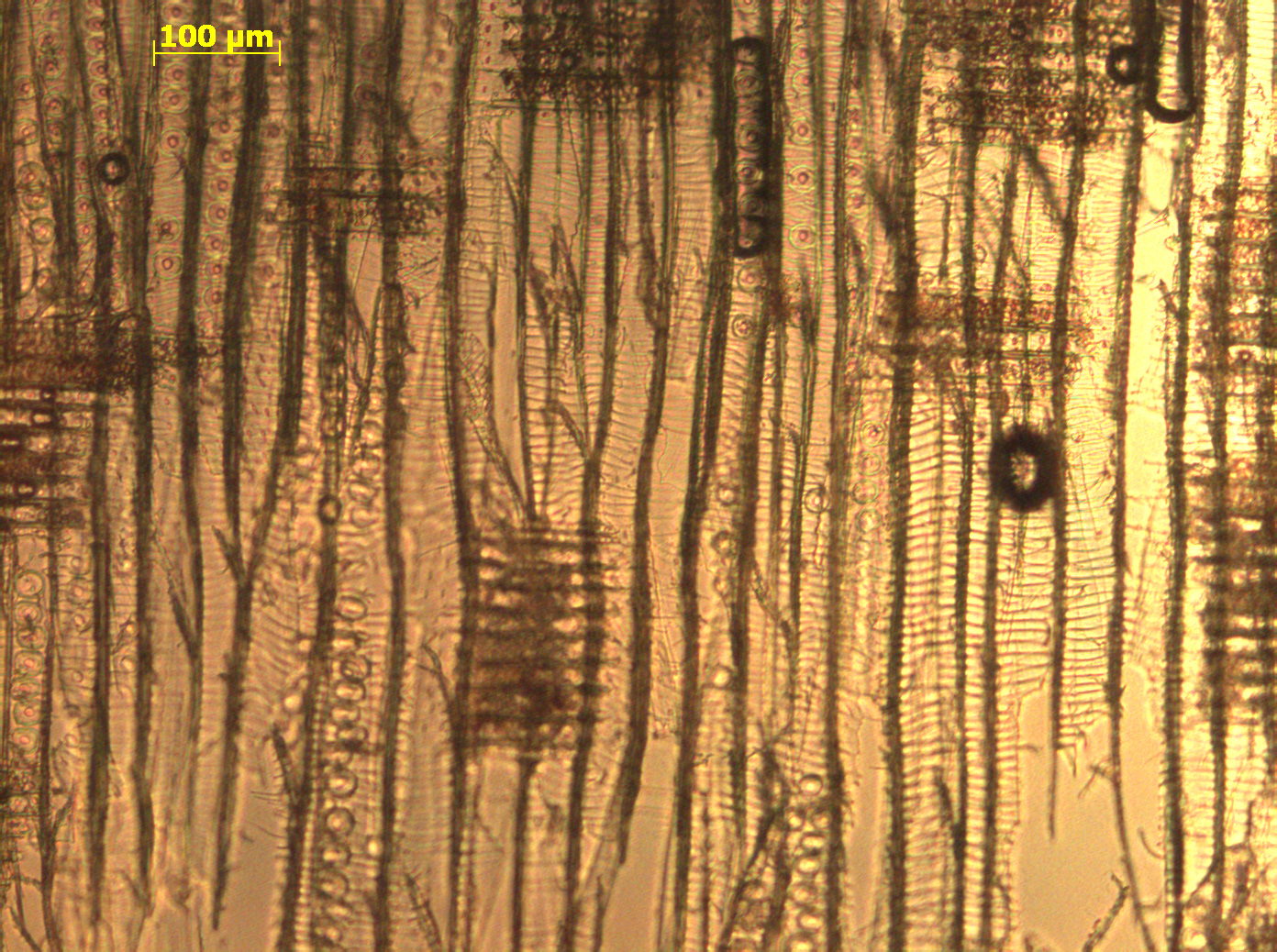
ベイマツ（マツ科）の茎の二次木部の縦断面. 多数の仮道管が見える. 縦にならんだ壁孔がいくつか見える.
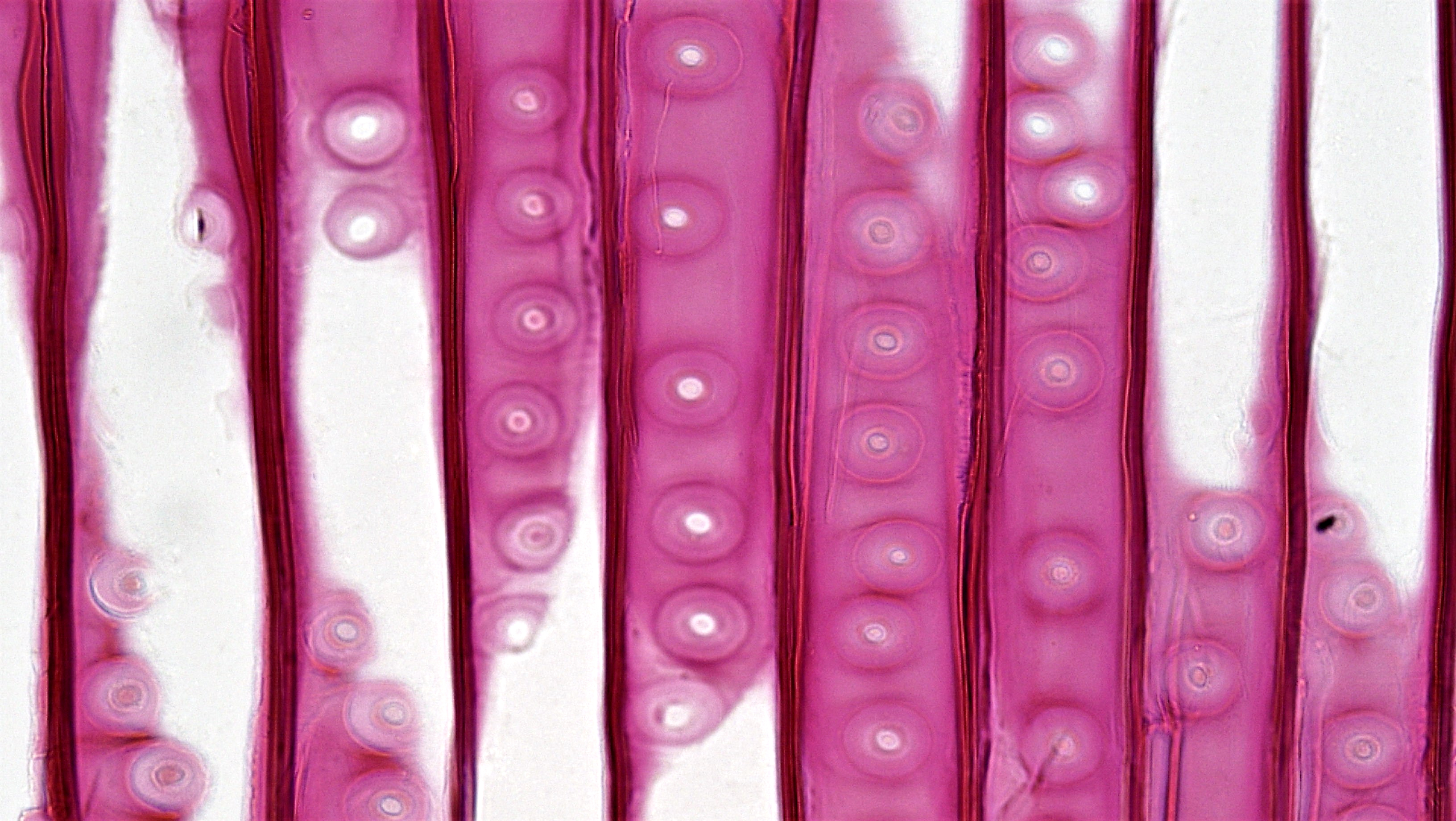
マツ属（マツ科）の茎の二次木部（仮道管）縦断面: 二重円は壁孔を示す。